# 延庆北站
40°28′29″N 115°59′31″E / 40.47472°N 115.99194°E
延庆北站是大秦铁路上的一个货运火车四等站，建于1988年，位于北京市延庆区境内。隶属太原铁路局大秦铁路公司。原名延庆站，后经中国铁道部批准改为今名。